# 인산철 리튬
리튬 인산철(영어: Lithium iron phosphate) 또는 리튬 페로인산염(영어: lithium ferro-phosphate, LFP)은 화학식 LiFePO
4을 가진 무기 화합물이다. 회색, 적회색, 갈색 또는 검은색 고체이며 물에 녹지 않는다. 이 물질은 리튬 인산철 배터리, 즉 리튬 이온 전지의 한 종류의 구성 요소로 주목받았다. 이 배터리 화학은 전동 공구, 전기 자동차, 태양 에너지 설비 및 최근에는 대규모 그리드 스케일 에너지 저장에 사용된다.
소비자 전자제품에 사용되는 대부분의 리튬 배터리(리튬 이온)는 리튬 코발트 산화물(LiCoO
2), 리튬 망간 산화물(LiMn
2O
4), 리튬 니켈 산화물(LiNiO
2)과 같은 리튬 화합물로 만든 양극을 사용한다. 음극은 일반적으로 흑연으로 만들어진다.
리튬 인산철은 자연적으로 광물 트리필라이트의 형태로 존재하지만, 이 물질은 배터리에 사용하기에는 순도가 충분하지 않다.

## LiMPO4
일반적인 화학식 LiMPO
4를 갖는 LiFePO
4 계열의 화합물은 감람석 구조를 채택한다. M에는 Fe뿐만 아니라 Co, Mn, Ti도 포함된다. 최초의 상업용 LiMPO
4는 C/LiFePO
4였기 때문에, LiMPO
4의 전체 그룹은 비공식적으로 "리튬 인산철" 또는 "LiFePO
4"라고 불린다. 그러나 하나 이상의 감람석형 상이 배터리의 양극 재료로 사용될 수 있다. A
yMPO
4, Li
1−xMFePO
4, LiFePO
4−zM과 같은 감람석 화합물은 LiMPO
4와 동일한 결정 구조를 가지며, 양극에서 이를 대체할 수 있다. 'LiFePO
4'(LFP)라는 용어는 엄밀히 철 기반 화합물을 의미하지만, 유사한 구조를 가진 관련 감람석형 인산염인 A
yMPO
4, Li
1−xMFePO
4, LiFePO
4−zM은 구조적 및 전기화학적 유사성으로 인해 때때로 비공식적으로 LFP 명칭에 포함된다.
망간, 인산염, 철, 리튬도 감람석 구조를 형성한다. 이 구조는 리튬 충전식 배터리 음극에 유용한 기여를 한다. 이는 리튬이 망간, 철, 인산염과 결합할 때 생성되는 감람석 구조 때문이다(위에서 설명한 바와 같이). 리튬 충전식 배터리의 감람석 구조는 저렴하고 안정적이며 에너지를 안전하게 저장할 수 있어 중요하다.

## 역사와 생산
아루무감 만티람과 존 B. 구디너프는 리튬 이온 전지용 양극 재료의 폴리아니온 계열을 처음으로 규명했다. LiFePO
4는 1996년 Padhi 등에 의해 배터리에 사용되는 폴리아니온 계열의 양극 재료로 규명되었다. LiFePO
4에서 리튬의 가역적 추출과 FePO
4로 리튬의 삽입이 입증되었다. 중성자 회절은 LFP가 리튬 배터리의 대규모 입출력 전류의 보안을 보장할 수 있음을 확인했다. 대부분의 생산은 중국에서 이루어지며, 이곳에서 황산 철(II)과 인산이 반응하여 인산철을 생산하고, 이를 탄산 리튬과 혼합하여 700 °C (1,292 °F)에서 굽는다. 일부 생산은 미국에서 산화 철(III)을 사용하여 이루어진다.
이 물질은 다양한 철 및 리튬 염을 인산염 또는 인산과 함께 가열하여 생산할 수 있다. 수열 합성을 사용하는 방법을 포함하여 많은 관련 경로가 설명되었다.

## 물리적 및 화학적 특성
LiFePO
4에서 리튬은 +1가, 철은 +2가이며 인산염의 -3가와 균형을 이룬다. 리튬이 제거되면 물질은 3가 철 형태인 FePO
4로 전환된다.
철 원자와 6개의 산소 원자는 중심에 Fe 이온이 있는 팔면체 배위 구를 형성하며, 이를 FeO
6으로 표현한다. 인산염 그룹인 PO
4는 사면체이다. 3차원 골격은 FeO
6 팔면체가 O 모서리를 공유하여 형성된다. 리튬 이온은 팔면체 채널 내에서 지그재그 방식으로 존재한다. 결정학에서 이 구조는 사방정계 결정계의 Pmnb 공간군에 속하는 것으로 여겨진다. 격자 상수는 a = 6.008 Å, b = 10.334 Å, c = 4.693 Å이다. 단위 격자의 부피는 291.4 Å3이다.
기존의 두 가지 양극 재료인 LiMnO
4와 LiCoO
2와 달리, LiFePO
4의 리튬 이온은 격자의 1차원 자유 부피에서 이동한다. 충전/방전 중에 리튬 이온은 Fe의 산화와 동시에 추출된다.
LiFeII
PO
4  ⇌  FeIII
PO
4 + Li+
 + e−

LiFePO
4에서 리튬을 추출하면 유사한 구조를 가진 FePO
4가 생성된다. FePO
4는 Pmnb 공간군을 가지며 단위 셀 부피는 272.4 Å3으로, 리튬화된 전구체보다 약간 작다. 리튬 이온 추출은 산화 리튬의 경우와 같이 격자 부피를 감소시킨다. LiFePO
4의 모서리 공유 FeO
6 팔면체는 PO3−
4 사면체의 산소 원자에 의해 분리되어 연속적인 FeO
6 네트워크를 형성할 수 없어 전도도가 감소한다.
거의 밀집된 육각형 배열의 산화물 중심은 Li+
 이온이 내부에서 이동할 수 있는 자유 부피가 상대적으로 적다. 이러한 이유로 주변 온도에서 Li+
의 이온 전도도는 상대적으로 낮다. FePO
4의 리튬화 및 LiFePO
4의 탈리튬화에 대한 세부 사항이 조사되었다. 리튬화된 물질의 두 가지 상이 관련된다.

## 응용
LFP 셀은 작동 전압 3.3V, 전하 밀도 170 mAh/g, 높은 전력 밀도, 긴 사이클 수명 및 고온 안정성을 가지고 있다.
LFP의 주요 상업적 장점은 과열 및 폭발과 같은 안전 문제가 거의 없다는 점과 긴 사이클 수명, 높은 전력 밀도 및 넓은 작동 온도 범위이다. 발전소와 자동차는 LFP를 사용한다.
BAE는 자사의 HybriDrive Orion 7 하이브리드 버스에 약 180kW LFP 배터리 셀을 사용한다고 발표했다. AES는 예비 용량 및 주파수 조정 등 전력망의 보조 서비스를 제공할 수 있는 수조 와트 규모의 배터리 시스템을 개발했다. 중국에서는 BAK와 톈진 리셴이 이 분야에서 활발히 활동하고 있다.
안전성은 특정 응용 분야에서 중요한 특성이다. 예를 들어, 2016년 위산의 파이윈 롯지 (대만에서 가장 높은 고산 숙소)에 LFP 기반 에너지 저장 시스템이 설치되었다. 2024년 현재, 이 시스템은 여전히 안전하게 작동하고 있다.

### 비교
LFP는 산화물(예: 니켈-코발트-망간, NCM) 양극 재료를 사용하는 리튬 배터리보다 비에너지 (Wh/g)가 25% 적지만, 이는 주로 작동 전압 (NCM형 양극 화학의 3.7볼트 대비 3.2볼트) 때문이며, 니켈-수소전지보다는 70% 더 많다.
LFP 배터리와 다른 리튬 이온 배터리 유형의 주요 차이점은 LFP 배터리에는 코발트가 포함되어 있지 않아 코발트 가용성에 대한 윤리적, 경제적 문제를 제거하며, 평탄한 방전 곡선을 가지고 있다는 점이다.
LFP 배터리는 LFP의 높은 전자 저항과 낮은 최대 충전/방전 전압으로 인해 단점이 있다. 에너지 밀도는 LiCoO
2보다 현저히 낮다 (하지만 니켈-금속 수소화물 배터리보다는 높다).
리튬 코발트 산화물 기반 배터리 화학은 과충전 시 열 폭주 반응에 더 취약하며 코발트는 가격이 비싸고 지리적으로 널리 사용 가능하지 않다. 니켈-망간-코발트(NMC)와 같은 다른 화학 물질은 대부분의 응용 분야에서 리튬 코발트 화학 셀을 대체했다. 원래 니켈 대 망간 대 코발트의 비율은 3:3:3이었지만, 오늘날에는 코발트 함량을 대폭 줄인 8:1:1 또는 6:2:2 비율의 셀이 생산되고 있다.
LiFePO4 배터리는 밀봉형 납산 배터리와 비교할 수 있으며 종종 납산 응용 분야의 드롭인 대체품으로 선전된다. 리튬 인산철과 납산의 가장 눈에 띄는 차이점은 리튬 배터리 용량이 방전율에 거의 의존하지 않는다는 사실이다. 예를 들어 0.8C와 같은 매우 높은 방전율에서는 납산 배터리의 용량이 정격 용량의 60%에 불과하다. 따라서 방전율이 종종 0.1C보다 큰 주기적인 응용 분야에서는 낮은 정격 리튬 배터리가 종종 비교 가능한 납산 배터리보다 더 높은 실제 용량을 갖는다. 이는 동일한 용량 등급에서 리튬이 더 비싸지만, 더 낮은 용량의 리튬 배터리가 더 저렴한 가격으로 동일한 응용 분야에 사용될 수 있음을 의미한다. 수명 주기를 고려할 때 소유 비용은 납산 배터리와 비교할 때 리튬 배터리의 가치를 더욱 높인다. 그러나 온도의 영향 섹션에서 다루듯이 저온에서는 훨씬 더 좋지 않은 성능을 보인다.

## 지식 재산권
LFP 배터리 재료에 대한 4가지 특허 그룹이 있다.
1. 텍사스 대학교 오스틴(UT)은 LiFePo4의 결정 구조를 가진 재료와 배터리에서의 사용에 대한 특허를 등록했다.
2. 하이드로 퀘벡, 몬트리올 대학교, 프랑스 국립 과학 연구 센터 (CNRS)는 LFP의 전도도를 향상시키는 탄소 코팅을 통해 원래의 LiFePo4를 개선했다고 주장하는 특허를 소유하고 있다.[26]
3. A123 시스템즈의 Li
1−xMFePO
4의 핵심 특징은 나노-LFP이며, 이는 물리적 특성을 변경하고 음극에 귀금속을 추가하며, 특수 흑연을 양극으로 사용한다.
4. Phostech의 LiMPO
4의 주요 특징은 적절한 탄소 코팅으로 용량과 전도도를 증가시킨다는 점이다. Aleees의 LiFePO
4 • zM의 특수 특징은 페라이트와 결정 성장을 안정적으로 제어하여 얻은 높은 용량과 낮은 임피던스이다. 이 개선된 제어는 높은 과포화 상태의 전구체에 강력한 기계적 교반력을 가하여 금속 산화물과 LFP의 결정화를 유도함으로써 실현된다.

이러한 특허는 성숙한 대량 생산 기술의 기반이 된다. 가장 큰 생산 능력은 월 최대 250톤이다.
2005년과 2006년 미국 특허 소송에서 UT와 하이드로 퀘벡은 양극으로 사용되는 LiFePO
4가 자사의 특허 US 5910382와 US 6514640를 침해했다고 주장했다. 특허 청구 범위는 배터리 양극 재료의 고유한 결정 구조와 화학식을 포함했다.
2006년 4월 7일, A123은 UT 특허의 비침해 및 무효 선언을 구하는 소송을 제기했다. A123은 별도로 미국특허청(USPTO)에 두 건의 대응심사 절차를 제기하여 선행 기술을 기반으로 특허를 무효화하려고 했다.
병행 법원 절차에서 UT는 LFP 제품을 상업화하는 회사인 밸런스 테크놀로지를 상대로 침해를 주장하는 소송을 제기했다.
USPTO는 2008년 4월 15일에 '382 특허에 대한, 2009년 5월 12일에 '640 특허에 대한 재심사 증명서를 발급했으며, 이를 통해 이들 특허의 청구 범위가 수정되었다. 이로 인해 하이드로 퀘벡이 밸런스와 A123을 상대로 제기한 현재의 특허 침해 소송이 진행될 수 있었다. 마크만 심리 후, 2011년 4월 27일 텍사스 서부 지방 법원은 재심사된 특허의 청구 범위가 원래 부여된 것보다 더 좁은 범위를 가짐을 판결했다. 핵심 쟁점은 UT의 이전 구디너프 특허(하이드로 퀘벡에 라이선스됨)가 코발트 도핑제를 포함하는 A123의 자체 개선된 LiFePO4 특허를 침해했는지 여부였다. 최종 결과는 A123이 공개되지 않은 조건으로 구디너프의 특허를 라이선스하는 것이었다.
2008년 12월 9일, 유럽 특허청은 구디너프 박사의 특허 번호 0904607을 취소했다. 이 결정은 기본적으로 유럽 자동차 애플리케이션에서 LFP를 사용하는 특허 위험을 줄였다. 이 결정은 신규성 부족에 기반한 것으로 여겨진다.
첫 번째 주요 합의는 NTT와 UT 간의 소송이었다. 2008년 10월, NTT는 일본 최고 민사 법원에서 3천만 달러에 소송을 합의할 것이라고 발표했다. 합의의 일부로 UT는 NTT가 정보를 훔치지 않았으며 NTT가 LFP 특허를 UT와 공유할 것이라는 데 동의했다. NTT의 특허 또한 일반적인 화학식 A
yMPO
4(A는 알칼리 금속, M은 코발트와 철의 조합을 나타냄)를 가진 감람석 LFP에 대한 것으로, 현재 비야디에서 사용하고 있다. 화학적으로는 거의 동일한 물질이지만, 특허 관점에서는 NTT의 A
yMPO
4는 UT가 다루는 물질과 다르다. A
yMPO
4는 LiMPO
4보다 용량이 높다. 사건의 핵심은 UT 연구실에서 물질을 개발하던 NTT 엔지니어 오카다 시게토가 UT의 지식 재산권을 훔쳤다는 혐의를 받았다는 점이었다.
2020년 현재, LifePO+C라는 단체는 핵심 IP를 소유하고 있으며 라이선스를 제공한다고 주장한다. 이 단체는 Johnson Matthey, CNRS, 몬트리올 대학교, 그리고 하이드로 퀘벡 간의 컨소시엄이다.

## 연구

### 전력 밀도
LFP는 낮은 전도도(높은 과전압)와 낮은 리튬 확산 상수라는 두 가지 단점을 가지고 있으며, 이 두 가지 모두 충전/방전 속도를 제한한다. 탈리튬화된 FePO
4에 전도성 입자를 추가하면 전자 전도도가 높아진다. 예를 들어, 흑연 및 탄소와 같이 확산 능력이 좋은 전도성 입자를 LiMPO
4 분말에 첨가하면 입자 간의 전도도가 크게 향상되고, LiMPO
4의 효율이 증가하며, 이론 값의 최대 95%까지 가역 용량이 높아진다. 그러나 전도성 첨가제를 추가하면 에너지 저장에 기여하지 않는 셀 내부의 "죽은 질량"도 증가한다. LiMPO
4는 5C만큼 큰 충전/방전 전류에서도 우수한 사이클 성능을 보인다.

### 안정성
LFP를 무기 산화물로 코팅하면 LFP의 구조를 더욱 안정화하고 전도도를 높일 수 있다. 산화물 코팅된 기존 LiCoO
2는 향상된 사이클 성능을 보인다. 이 코팅은 또한 코발트의 용해를 억제하고 LiCoO
2 용량의 감소를 늦춘다. 마찬가지로, ZnO 및 ZrO
2와 같은 무기 코팅을 가진 LiMPO
4는 더 나은 사이클 수명, 더 큰 용량 및 빠른 방전 시 더 나은 특성을 갖는다. 전도성 탄소의 추가는 효율성을 높인다. 미쓰이 그룹과 Aleees는 구리 및 은과 같은 전도성 금속 입자를 추가하면 효율성이 증가한다고 보고했다. 1중량%의 금속 첨가제를 가진 LiMPO
4는 최대 140mAh/g의 가역 용량과 높은 방전 전류에서 더 나은 효율을 갖는다.

### 금속 대체
LiMPO
4의 철 또는 리튬을 다른 물질로 대체하는 것도 효율을 높일 수 있다. 아연으로 철을 대체하면 아연과 철이 비슷한 이온 반경을 가지므로 LiMPO
4의 결정성이 증가한다. 순환 전압 전류법은 금속 대체 후 LiFe
1−xM
xPO
4가 리튬 이온 삽입 및 추출의 더 높은 가역성을 가진다는 것을 확인한다. 리튬 추출 동안 Fe(II)는 Fe(III)로 산화되고 격자 부피는 수축한다. 수축하는 부피는 리튬의 복귀 경로를 변경한다.

### 합성 공정
안정성과 고품질을 갖춘 대량 생산은 여전히 많은 도전에 직면해 있다.
리튬 산화물과 유사하게 LiMPO
4는 고체상 합성, 에멀전 건조, 졸-겔 공정, 용액 공침, 기상 증착, 전기화학 합성, 전자빔 조사, 마이크로웨이브 보조 합성(화학 반응을 가속화하기 위해 마이크로웨이브 에너지를 적용하여 합성 시간 및 에너지 소비를 줄임), 수열 합성, 초음파 열분해 및 스프레이 열분해를 포함한 다양한 방법으로 합성될 수 있다.
에멀전 건조 공정에서는 먼저 유화제를 등유와 혼합한다. 다음으로 리튬 염과 철 염의 용액을 이 혼합물에 첨가한다. 이 공정은 나노탄소 입자를 생성한다. 수열 합성은 결정성이 좋은 LiMPO
4를 생산한다. 전도성 탄소는 용액에 폴리에틸렌 글리콜을 첨가한 후 열 처리하여 얻는다. 기상 증착은 박막 LiMPO
4를 생성한다. 화염 스프레이 열분해에서 FePO4는 탄산 리튬과 포도당과 혼합되어 전해질로 충전된다. 이 혼합물은 화염 속으로 주입된 다음 여과되어 합성된 LiFePO
4를 수집한다.

### 온도의 영향
리튬 인산철 배터리에 대한 온도의 영향은 고온의 영향과 저온의 영향으로 나눌 수 있다.
일반적으로 LFP 화학 배터리는 리튬 코발트 배터리에서 발생하는 것과 같은 열 폭주 반응에 덜 취약하다. LFP 배터리는 고온에서 더 나은 성능을 보인다. 연구에 따르면 상온(23°C)에서 초기 용량 손실은 약 40-50 mAh/g이다. 그러나 40°C와 60°C에서는 용량 손실이 각각 약 25 mAh/g과 15 mAh/g으로 감소하지만, 이러한 용량 손실은 상온 용량 손실의 경우처럼 한 번에 발생하는 것이 아니라 20주기 동안 분산되어 발생한다.
그러나 이는 짧은 사이클 기간에만 해당된다. 나중에 진행된 1년간의 연구에 따르면 LFP 배터리가 동등한 전체 사이클의 두 배를 가짐에도 불구하고 LFP 셀의 경우 온도가 증가할수록 용량 감소율이 증가했지만, 온도가 NCA 셀에 영향을 미치거나 NMC 셀의 노화에 미미한 영향을 미치지는 않았다. 이러한 용량 감소는 주로 고체 전해질 계면(SEI) 형성 반응이 온도가 증가함에 따라 가속화되기 때문이다.
LFP 배터리는 특히 온도가 낮아질수록 영향을 많이 받아 고위도 지역에서의 적용을 방해할 수 있다. LFP/C 샘플의 초기 방전 용량은 23, 0, -10, -20°C에서 각각 141.8, 92.7, 57.9, 46.7mAh/g이었으며, 쿨롱 효율은 91.2%, 74.5%, 63.6%, 61.3%였다. 이러한 손실은 전극 내 리튬 이온의 느린 확산과 저온에서 형성되는 SEI로 인해 발생하며, 이는 이후 전해질-전극 계면에서의 전하 전달 저항을 증가시킨다. 용량 형성 감소의 또 다른 가능한 원인은 리튬 도금이다. 위에서 언급했듯이, 저온은 전극 내 리튬 이온의 확산 속도를 늦춰 리튬 도금 속도가 삽입 속도와 경쟁하게 만든다. 더 추운 조건은 더 높은 성장 속도로 이어지고 초기 지점을 더 낮은 충전 상태로 이동시켜 도금 공정이 더 일찍 시작된다. 리튬 도금은 리튬을 소비하여 흑연으로의 리튬 삽입과 경쟁하게 되므로 배터리 용량이 감소한다. 응집된 리튬 이온은 전극 표면에 "판" 또는 심지어 덴드라이트 형태로 침착되어 분리막을 관통하여 배터리를 완전히 단락시킬 수 있다.

## 같이 보기
- 리튬 인산철 배터리
- A123 시스템즈
- 밸런스 테크놀로지